# Кленовица
Кленовица је насељено место у саставу града Новог Винодолског у Приморско-горанској жупанији, Република Хрватска.

## Историја
До територијалне реорганизације у Хрватској налазила се у саставу старе општине Цриквеница.

## Становништво
На попису становништва 2011. године, Кленовица је имала 307 становника.

## Попис1991.
На попису становништва 1991. године, насељено место Кленовица је имало 309 становника, следећег националног састава:
| Попис 1991.‍  | Попис 1991.‍  | Попис 1991.‍ | Попис 1991.‍ | Попис 1991.‍ |
| ------------ | ------------ | ----------- | ----------- | ----------- |
|              |              |             |             |             |
| Хрвати       | Хрвати       |             | 286         | 92,55%      |
| Југословени  | Југословени  |             | 9           | 2,91%       |
| Словенци     | Словенци     |             | 4           | 1,29%       |
| Албанци      | Албанци      |             | 2           | 0,64%       |
| Немци        | Немци        |             | 1           | 0,32%       |
| Срби         | Срби         |             | 1           | 0,32%       |
| неопредељени | неопредељени |             | 4           | 1,29%       |
| непознато    | непознато    |             | 2           | 0,64%       |
| укупно: 309  |              |             |             |             |